# Daiki Sugioka
Daiki Sugioka (杉岡 大暉 Sugioka Daiki?), född 8 september 1998, är en japansk fotbollsspelare.
I maj 2017 blev han uttagen i Japans trupp till U20-världsmästerskapet 2017.